# Станкевич, Андрей Сергеевич
Андрей Сергеевич Станкевич (род. 2 октября 1981 года, Ленинград) — кандидат технических наук, декан факультета информационных технологий и программирования университета ИТМО, лауреат Премии Президента Российской Федерации в области образования, лауреат специальной премии корпорации IBM ACM ICPC Senior Coach Award. Самый титулованный тренер в истории чемпионата мира по программированию.

## Биография
Родился 2 октября 1981 года в Ленинграде. В 1998 году окончил с серебряной медалью 64 лицей Санкт-Петербурга. Получив диплом 1 степени на Всероссийской олимпиаде школьников по информатике, поступил на кафедру компьютерных технологий университета ИТМО. Во время учёбы на факультете продолжил заниматься спортивным программированием и дважды проходил в финал студенческого чемпионата мира по программированию ACM ICPC с командой университета ИТМО: в 2000 году получил серебряную медаль, а в 2001 году — золотую, оба раза уступив команде СПбГУ с Николаем Дуровым и Андреем Лопатиным в составе, которые становились абсолютными победителями в те годы. В 2004 году с отличием закончил магистратуру по специальности «Прикладная математика и информатика» и начал работать ассистентом в институте, позднее стал старшим преподавателем и доцентом (с 2009 года) кафедры компьютерных технологий. В 2011 году защитил диссертацию по теме "Методология и технические решения для проведения олимпиад по информатике и программированию", в результате чего была присвоена степень кандидата технических наук.

## Карьера тренера по программированию
С 2001 года Андрей Станкевич является тренером команд Университета ИТМО на чемпионате мира по программированию. Под его руководством команды семь раз становились чемпионами мира и Европы (2004, 2008, 2009, 2012, 2013, 2015, 2017 годы), три раза занимали абсолютное третье место и получали золотые медали (2003, 2005, 2007 годы), а также восемь раз становились лучшими среди команд из России, что сделало его самым титулованным тренером за всю историю соревнования. В 2015 и 2017 годах, в команде ИТМО под руководством Станкевича выступал самый титулованный спортивный программист в мире Геннадий Короткевич.
В 2004 году Станкевичу была присуждена премия ACM ICPC Founder’s Award за вклад в развитие чемпионата мира по программированию в Европе, в 2008 году — премия ACM ICPC Distinguished Coach Award за выдающиеся достижения как тренера. В 2013 году — премия De Blasi Award за организацию соревнований по программированию в России.Кроме того, Андрей Станкевич занимает должность председателя жюри Всероссийской командной олимпиады школьников по программированию, начиная с первого года ее проведения (2000). Член жюри Всероссийской олимпиады школьников по информатике (с 2008), член жюри полуфинала чемпионата мира по программированию среди студентов (с 2002) , председатель жюри Санкт-Петербургской городской олимпиады школьников по информатике (с 2000). Член жюри сборов команд-участников чемпионата мира по программированию среди студентов, автор более 500 учебно-тренировочных задач, тренер сборной России на сборах к международной олимпиаде по информатике (2000-2008, 2015), руководитель подготовки сборной школьников Санкт Петербурга по информатике (1999-2005, 2014-2015).